# Pont Amerigo-Vespucci
Le pont Amerigo Vespucci (Ponte Amerigo Vespucci) est un des ponts de Florence sur l'Arno dans sa traversée de la ville et qui unit le Lungarno Amerigo Vespucci au Lungarno Soderini de  Florence.
Le pont, reconstruit en partie, est un des plus modernes de la ville même s'il existait un projet de 1908, jamais réalisé, lorsque le quartier San Frediano devait être réhabilité.
Un premier pont reliant le quartier San Frediano (« pont de Melegnano ») fut installé en 1949 et inauguré l'année suivante. Il était réalisé en recyclant les matériaux provenant des ponts suspendus détruits à la retraite allemande, appuyés sur des pylônes maçonnés. Ce passage sur l'Arno fut utilisé avant la reconstruction définitive du ponte alla Carraia et du ponte di San Niccolò.
À l'occasion du cinquième centenaire de la naissance d'Amerigo Vespucci, se déroula un concours entre 1952 et 1954, pour la construction d'un nouveau pont qui a été réalisé entre 1955 et 1957, remporté par les architectes  Giorgio Giuseppe Gori, Enzo Gori et Ernesto Nelli et l'ingénieur Riccardo Morandi.

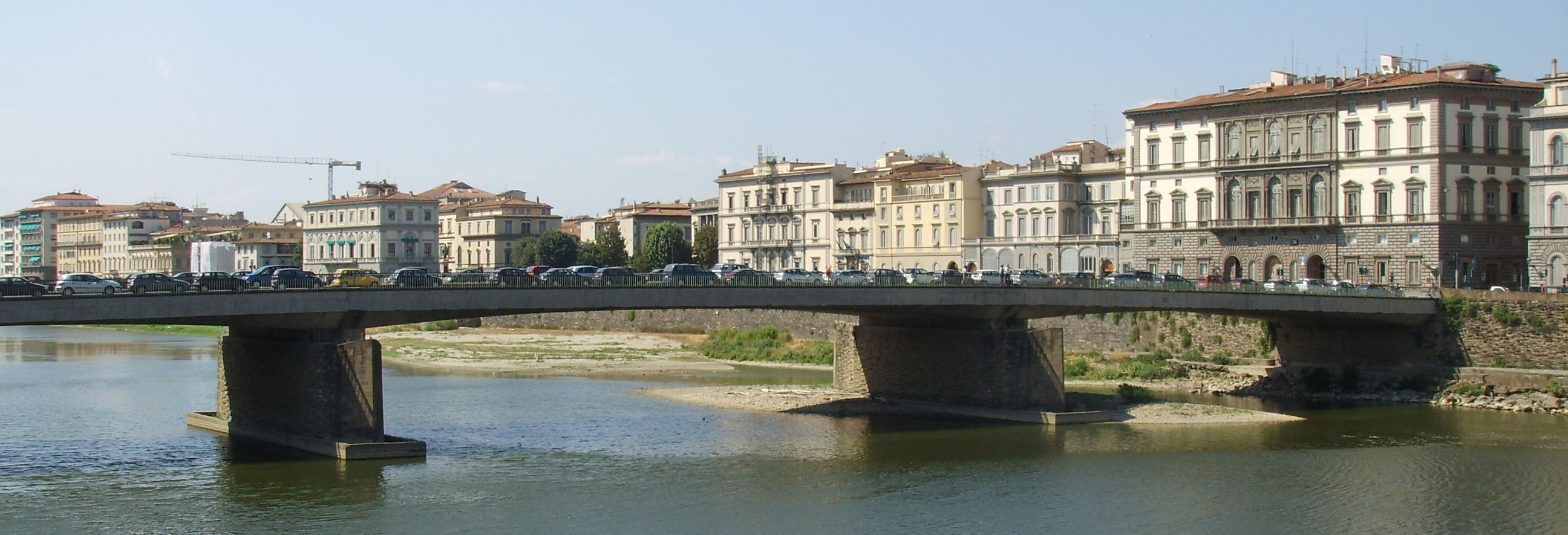

## Recherche esthétique
Avec une largeur maximale de 22,50 mètres, une hauteur de 9,50 mètres et ses trois arches, chacune de 54,30 mètres de portée, le pont se distingue par ses lignes sobres destinées, malgré sa modernité, à s'intégrer dans les structures historiques présentes. Certains éléments architecturaux  poussent  cette intégration : les piles sont, par exemple, revêtues comme le Palazzo Vecchio, les éperons coupe-eau sont inspirés des piles du Ponte Vecchio, le parapet en fer est très semblable à la balustrade du nymphée du Palais Pitti et, pour finir, le dallage en porphyre est typique des voies de San Frediano.

## Sources
- (it) Cet article est partiellement ou en totalité issu de l’article de Wikipédia en italien intitulé « Ponte Amerigo Vespucci » (voir la liste des auteurs).